# Cryptothelea formosicola
Cryptothelea formosicola är en fjärilsart som beskrevs av Embrik Strand 1915. Cryptothelea formosicola ingår i släktet Cryptothelea och familjen säckspinnare. Inga underarter finns listade i Catalogue of Life.